# San Rafael Coapa
San Rafael Coapa är en ort i Mexiko.   Den ligger i kommunen Morelia och delstaten Michoacán de Ocampo, i den södra delen av landet, 230 km väster om huvudstaden Mexico City. San Rafael Coapa ligger 2 047 meter över havet och antalet invånare är 815.
Terrängen runt San Rafael Coapa är huvudsakligen kuperad, men åt nordost är den platt. Runt San Rafael Coapa är det ganska tätbefolkat, med 52 invånare per kvadratkilometer. Närmaste större samhälle är Acuitzio del Canje, 4,6 km sydost om San Rafael Coapa. I omgivningarna runt San Rafael Coapa växer huvudsakligen savannskog.